# El Humo, Querétaro Arteaga
El Humo är en ort i Mexiko.   Den ligger i kommunen Landa de Matamoros och delstaten Querétaro Arteaga, i den centrala delen av landet, 200 km norr om huvudstaden Mexico City. El Humo ligger 1 212 meter över havet och antalet invånare är 510.
Terrängen runt El Humo är bergig åt sydost, men åt nordväst är den kuperad. Runt El Humo är det ganska glesbefolkat, med 42 invånare per kvadratkilometer. Närmaste större samhälle är Gargantilla, 15,6 km öster om El Humo. I omgivningarna runt El Humo växer huvudsakligen savannskog.